# Odocoileus virginianus
Il cervo dalla coda bianca o cervo della Virginia (Odocoileus virginianus) è un mammifero artiodattilo appartenente alla famiglia dei Cervidi.

## Tassonomia
Sono note 30 sottospecie.

## Distribuzione e habitat
Il suo areale comprende tutto il Nordamerica,  dall'America Centrale alla Guayana, Venezuela e Colombia.

## Descrizione
È un cervo di media grandezza, alto 1 m e 20 cm e del peso di 130 kg circa. Il mantello d'estate si presenta raso e di colore marrone chiaro, mentre diventa più folto e grigio durante l'inverno. I maschi sono più grandi di un terzo rispetto alle femmine. Presentano corna o più propriamente palchi ricurvi in avanti. Le ramificazioni crescono con l'avanzare dell'età fino a raggiungere il massimo sviluppo verso i 4 anni. Oltre questa età tendono a ridursi (la vita media di un cervo coda bianca è di 10 anni). Le femmine vivono in piccoli branchi, mentre i maschi conducono una vita solitaria, eccetto durante la stagione degli amori e il cervo dalla coda bianca ci mette 3 ore per far nascere tre cuccioli.

## Biologia
Ottimi nuotatori, sbuffano o scalpitano in caso di pericolo immediato.

## Predatori
Soffrono della caccia da parte di coyote, puma, ghiottoni, lupi, orsi grizzly e orsi neri. Quando vanno a bere, possono cadere vittime degli alligatori.

## Nella cultura di massa
È stato utilizzato al posto del capriolo (non essendo presente sul suolo americano) nel film di Walt Disney Bambi, trasposizione cinematografica della favola austriaca Bambi, la vita di un capriolo.

## Galleria d'immagini

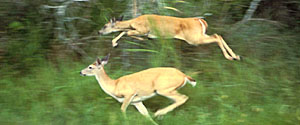
Correndo, il cervo dalla coda bianca raggiunge i 48 km/h
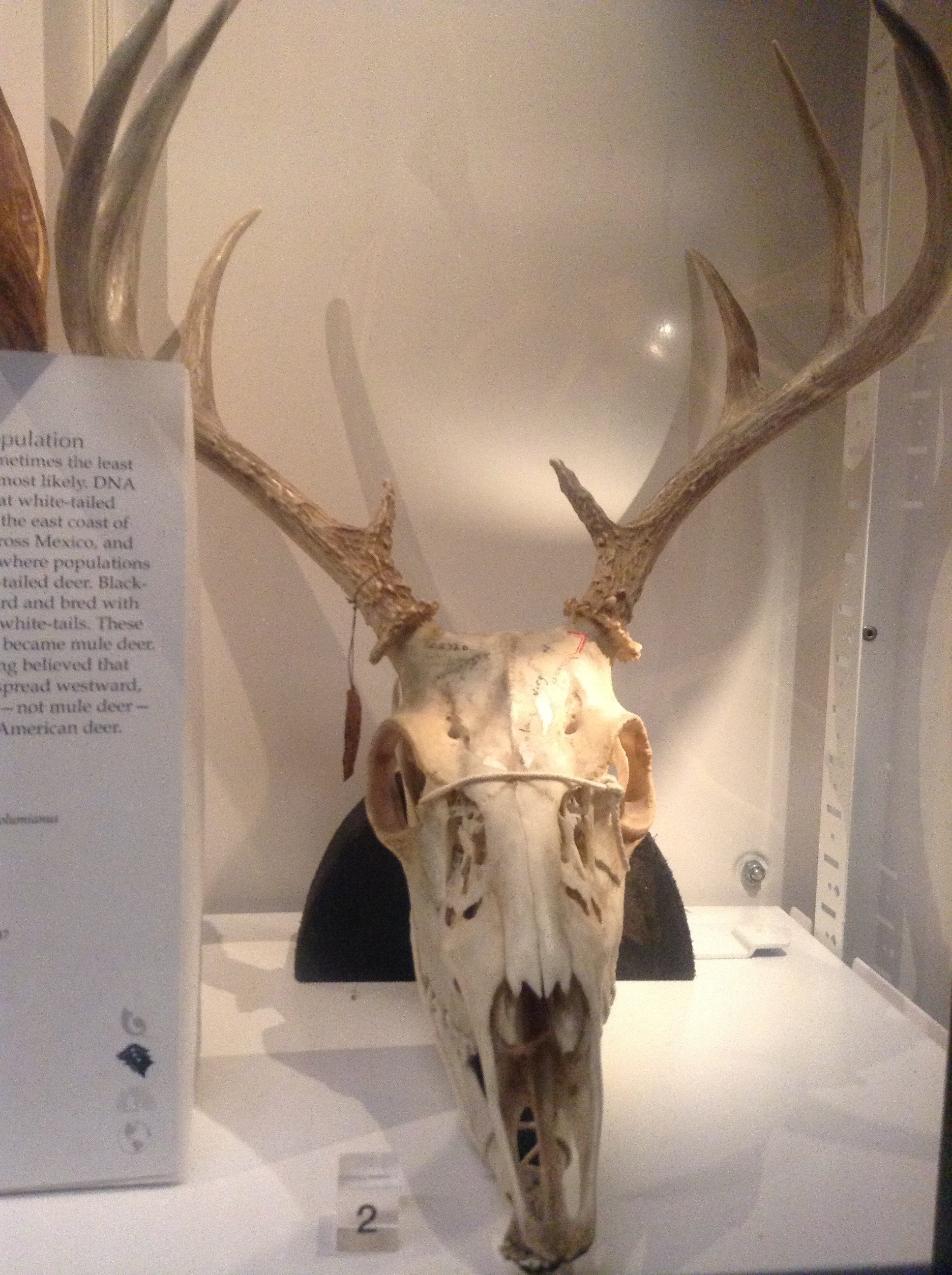
Teschio di cervo della Virginia
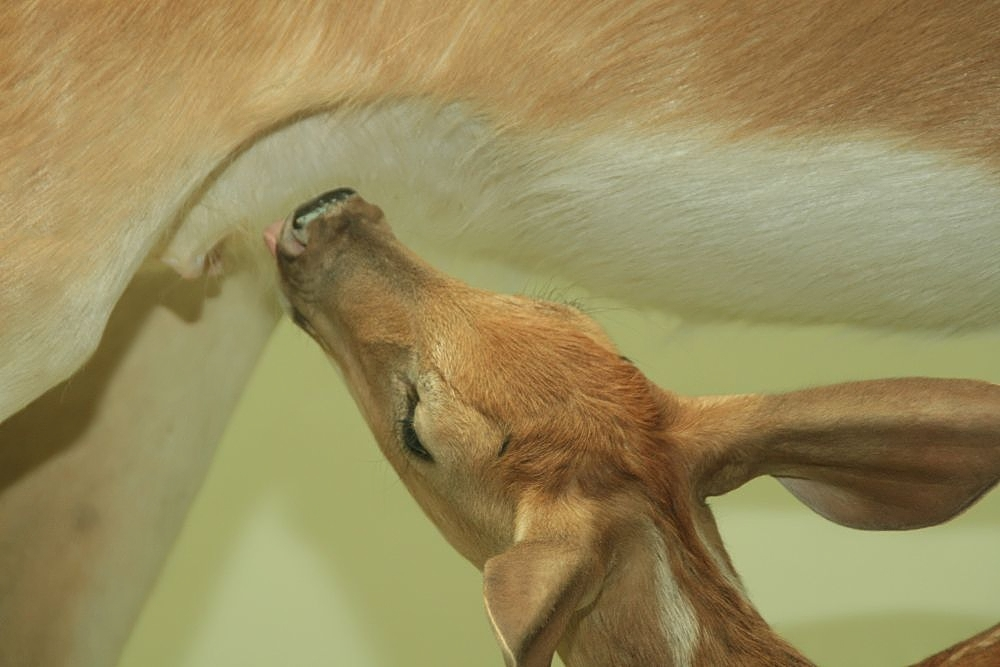
Cerbiatto dalla coda bianca allattato dalla madre
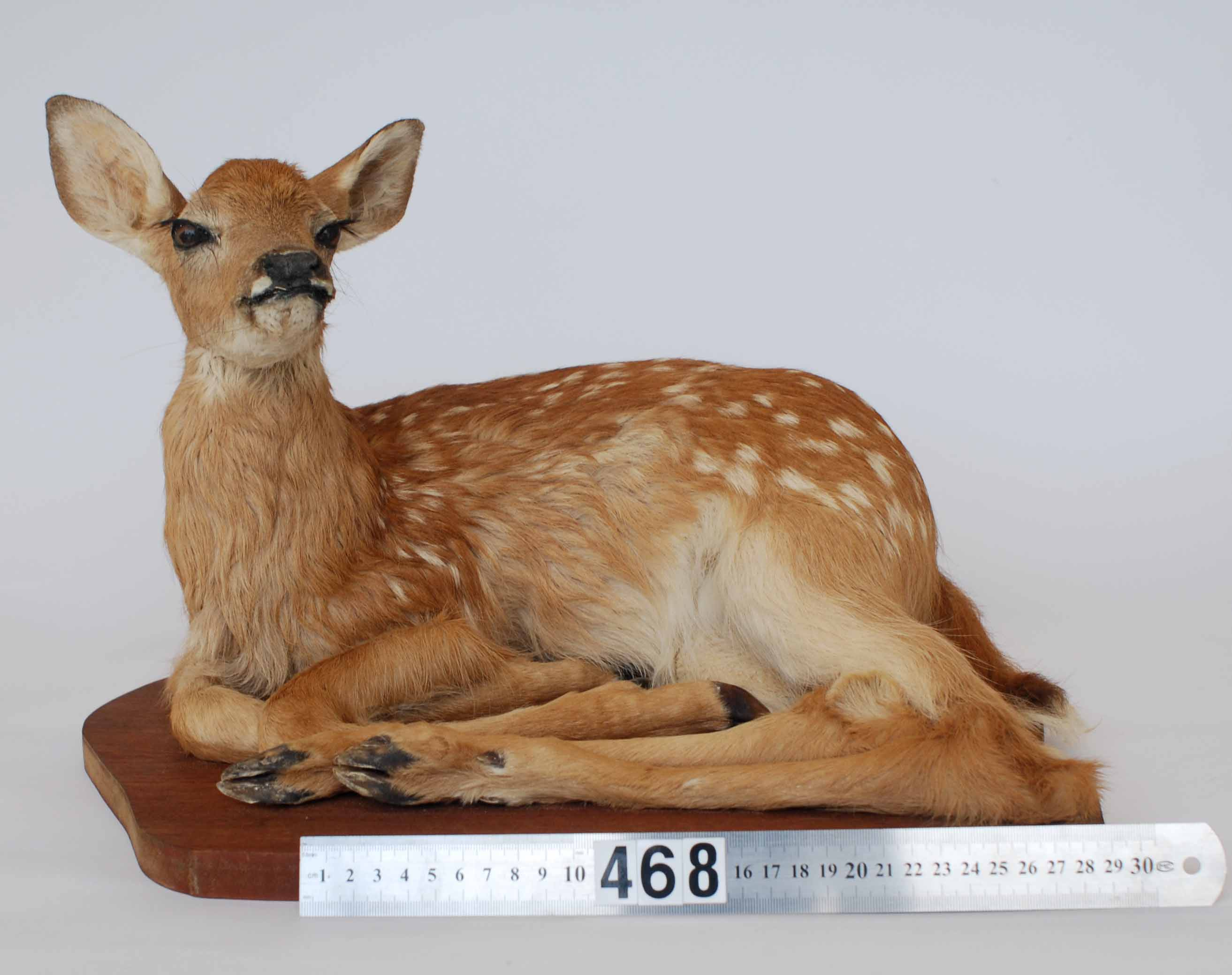
Piccolo esemplare impagliato di cervo della Virginia
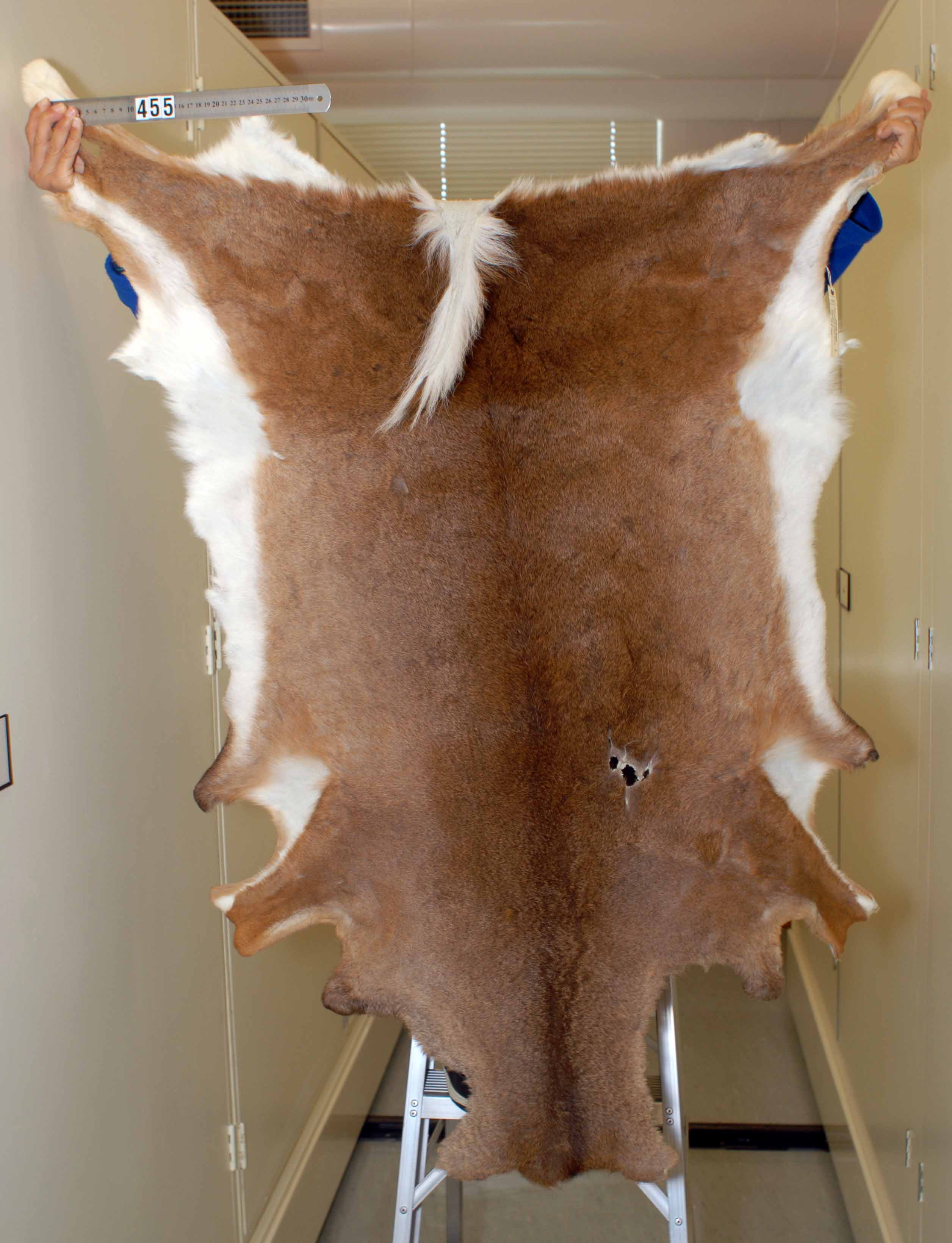
Pelle di cervo ucciso
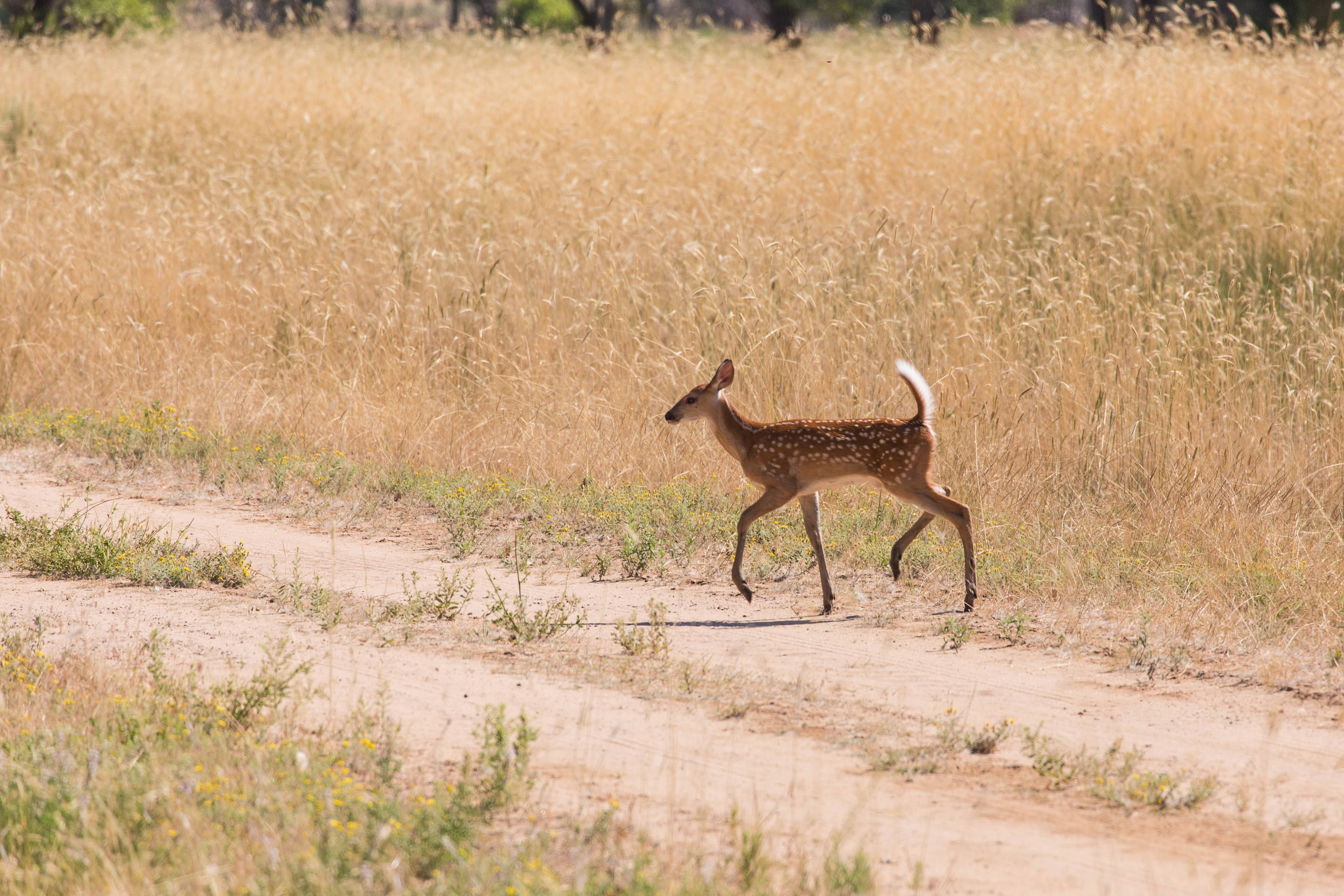
Cerbiatto
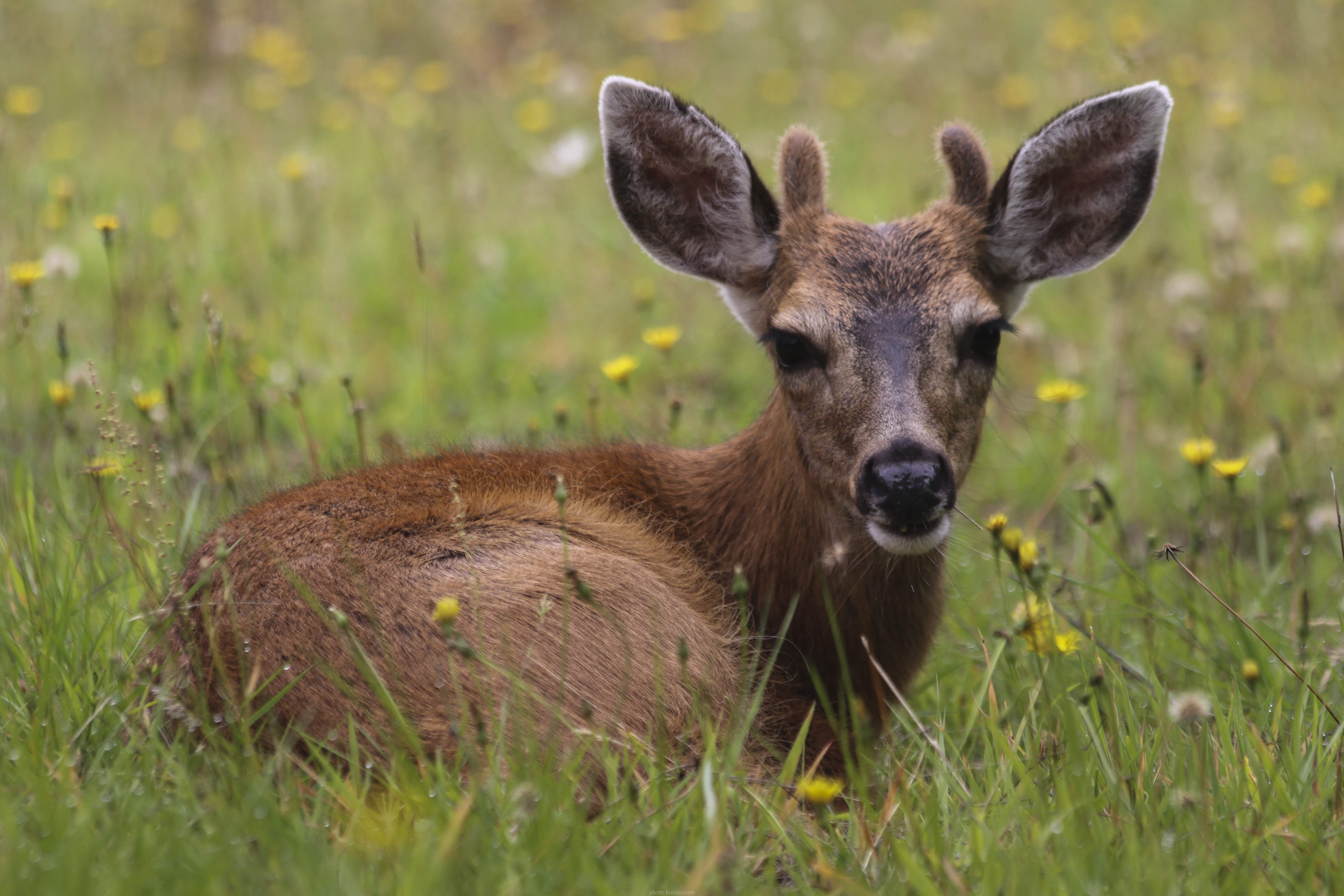
Esemplare nell'Isola di Vancouver, Columbia Britannica, Canada
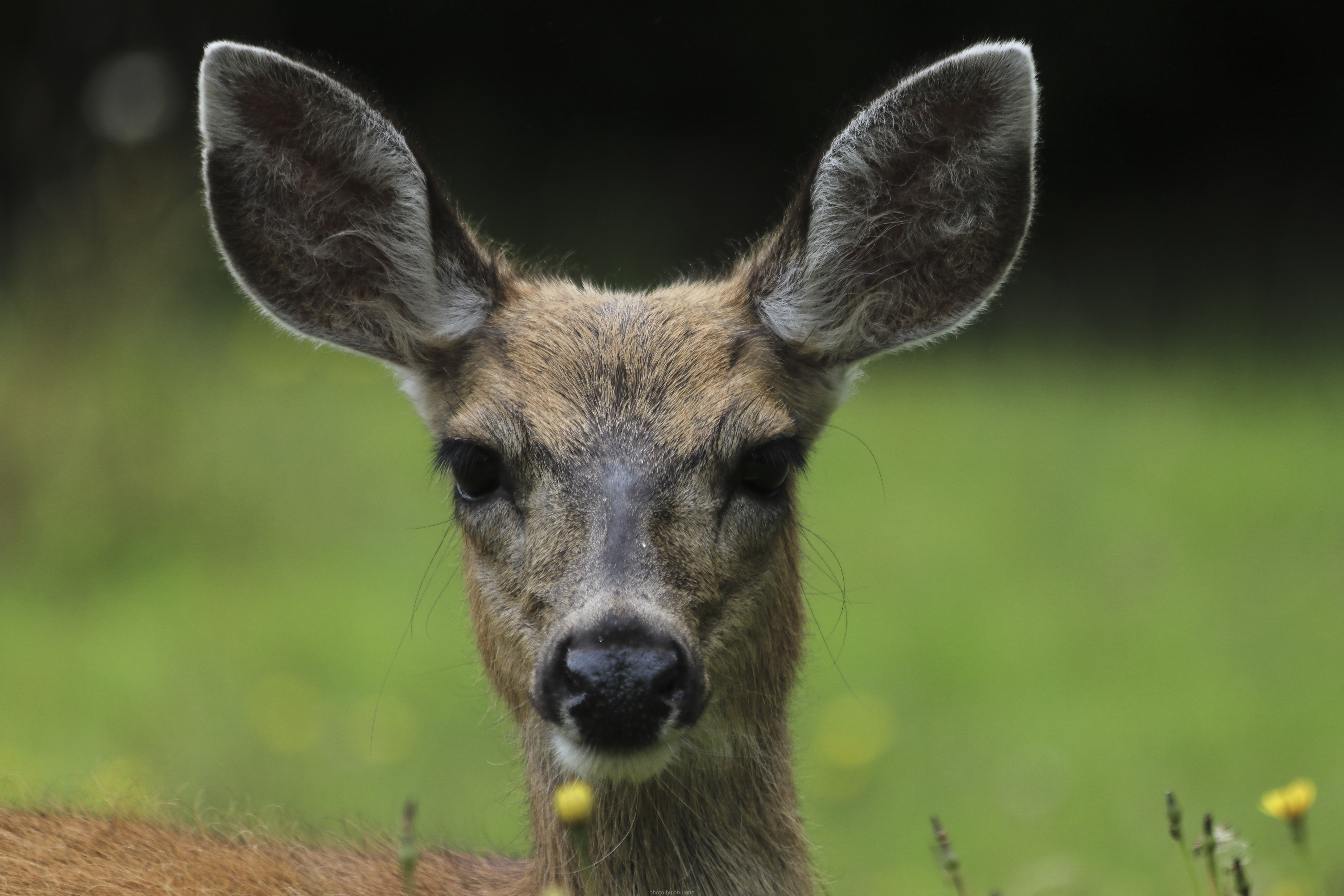
Esemplare nell'isola di Vancouver, Columbia Britannica
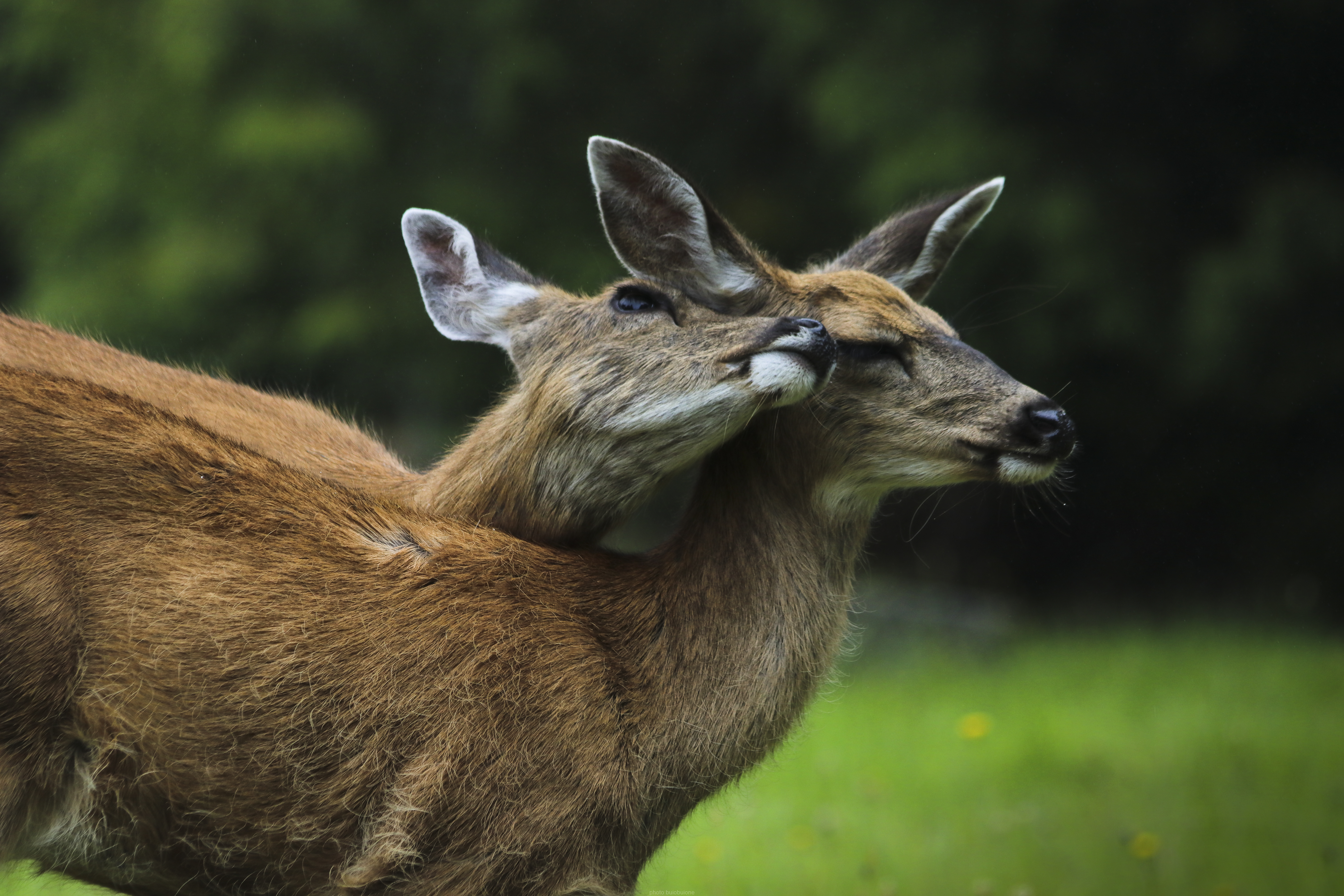
Esemplari nell'isola di Vancouver, Columbia Britannica